# Ollomont
Ollomont ist eine italienische Gemeinde in der autonomen Region Aostatal. Die Gemeinde zählt 165 Einwohner (Stand 31. Dezember 2023), liegt auf der orographisch linken Seite der Dora Baltea auf einer mittleren Höhe von 1356 m s.l.m. und verfügt über eine Größe von 53 km².
Die Nachbargemeinden heißen Bagnes (Schweiz), Bionaz, Bourg-Saint-Pierre (Schweiz), Doues, Étroubles, Oyace und Valpelline.
Ollomont liegt am Fuße des Grand Combin. Sehenswert ist die 1775 erbaute Pfarrkirche.
Von 1939 bis 1945 trug das Dorf den italianisierten Namen Ollomonte.